# 蒙塔日
蒙塔日（法語：Montargis，法語：[mɔ̃taʁʒi] ⓘ，一译蒙达尔纪），法国中北部城市，中央-卢瓦尔河谷大区卢瓦雷省的一个市镇，同时也是该省的一个副省会，下辖蒙塔日区，其市镇面积为4.46平方公里，2022年1月1日时人口数量为14,819人，在法国城市中排名第657位。
蒙塔日位于卢瓦雷省东部，是一个区域性的工商业中心，以蒙塔日为核心而组成的城市区人口数量超过7万，是卢瓦雷省第二大城市区；同时蒙塔日也是一个区域性的交通枢纽，两条高速公路在其附近交汇，法兰西岛大区列车R线将蒙塔日设为其南侧的一个终点。

## 地名来源

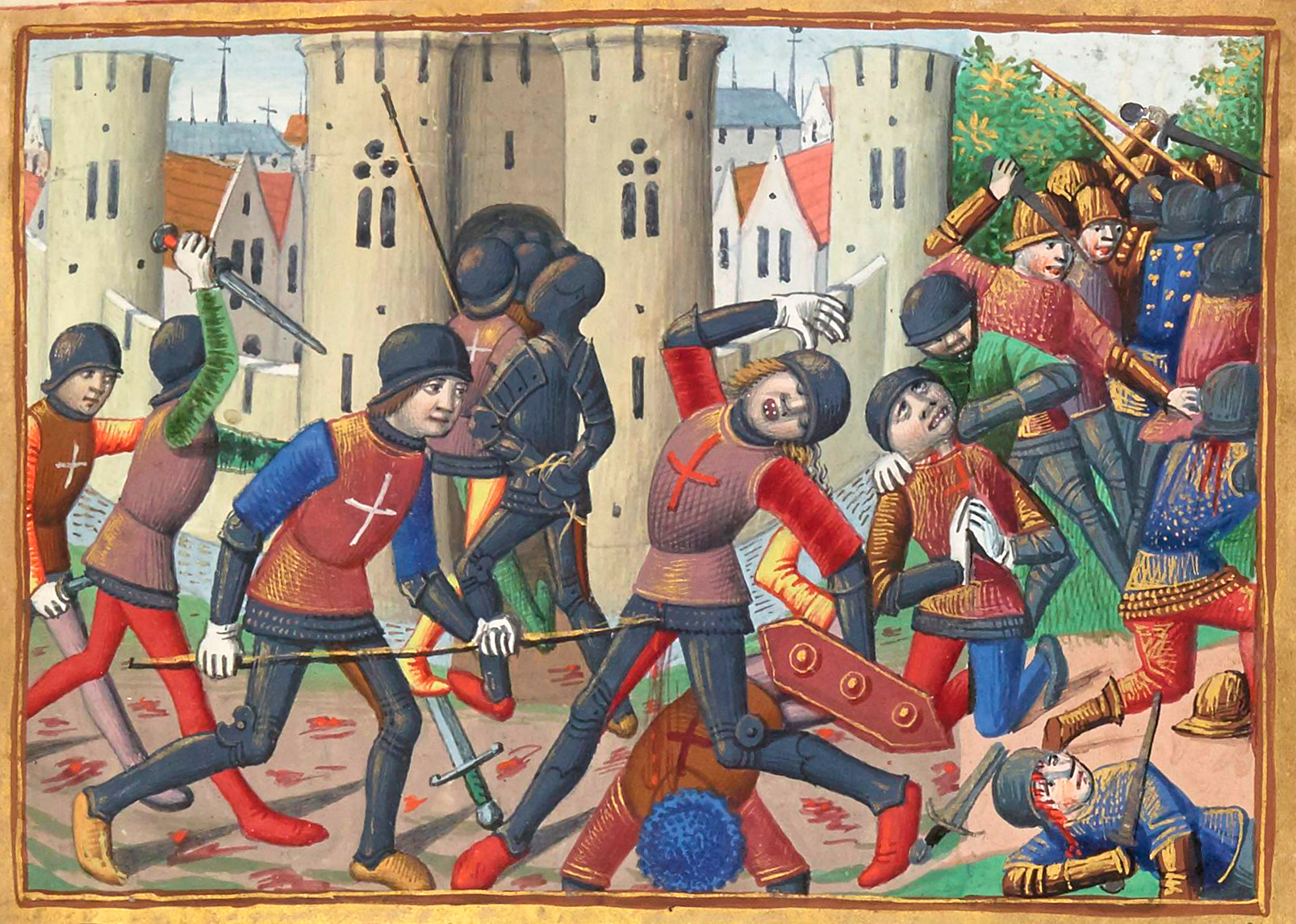
蒙塔日围城战

“蒙塔日”一名来源于拉丁语，意为“阿里迪乌斯统治的高地”。在法国大革命期间，“蒙塔日”曾被更名为“蒙库卢尼”（Mont-Coulounies）。

## 历史
蒙塔日的早期建成史不详，根据法国史学家的推断，被称为的地点可能并不在现代蒙塔日境内。11世纪时，伊尔德加尔德女士（Hildegarde Hérou）成为蒙塔日的首个有记载的庄园主。12世纪末，蒙塔日被腓力二世并为皇室土地。1427年7月，让·德·迪努瓦率领法兰西军队在蒙塔日展开围城战并取得胜利，为此后圣女贞德的奥尔良之围打下了基础。中世纪末，路易十二将这一地区封给了奥尔良公爵，后成为奥尔良行省的一部分。法国大革命后，蒙塔日成为卢瓦雷省的一个副省会。20世纪10年代，包括邓小平和周恩来在内的多名来自中国的青年留学生在此勤工助学。西班牙内战期间，蒙塔日收留了近2,800名难民。

## 地理
蒙塔日位于法国中北部，中央-卢瓦尔河谷大区东部和卢瓦雷省东部，距离省会奥尔良大约63公里。与蒙塔日接壤的市镇包括：卢万河畔沙莱特、阿米伊、维勒芒德尔。

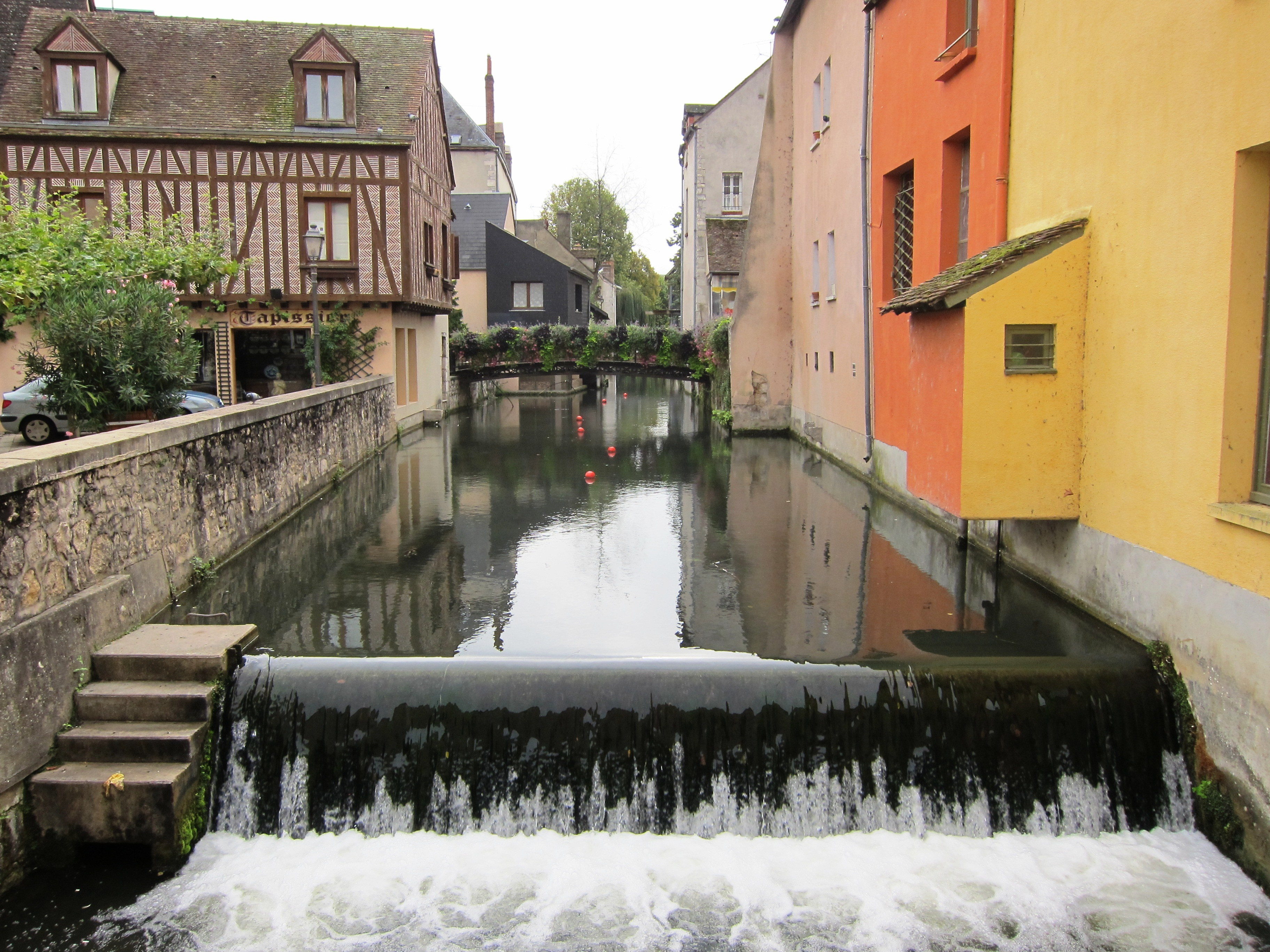
蒙塔日市区卢万河的一条水道

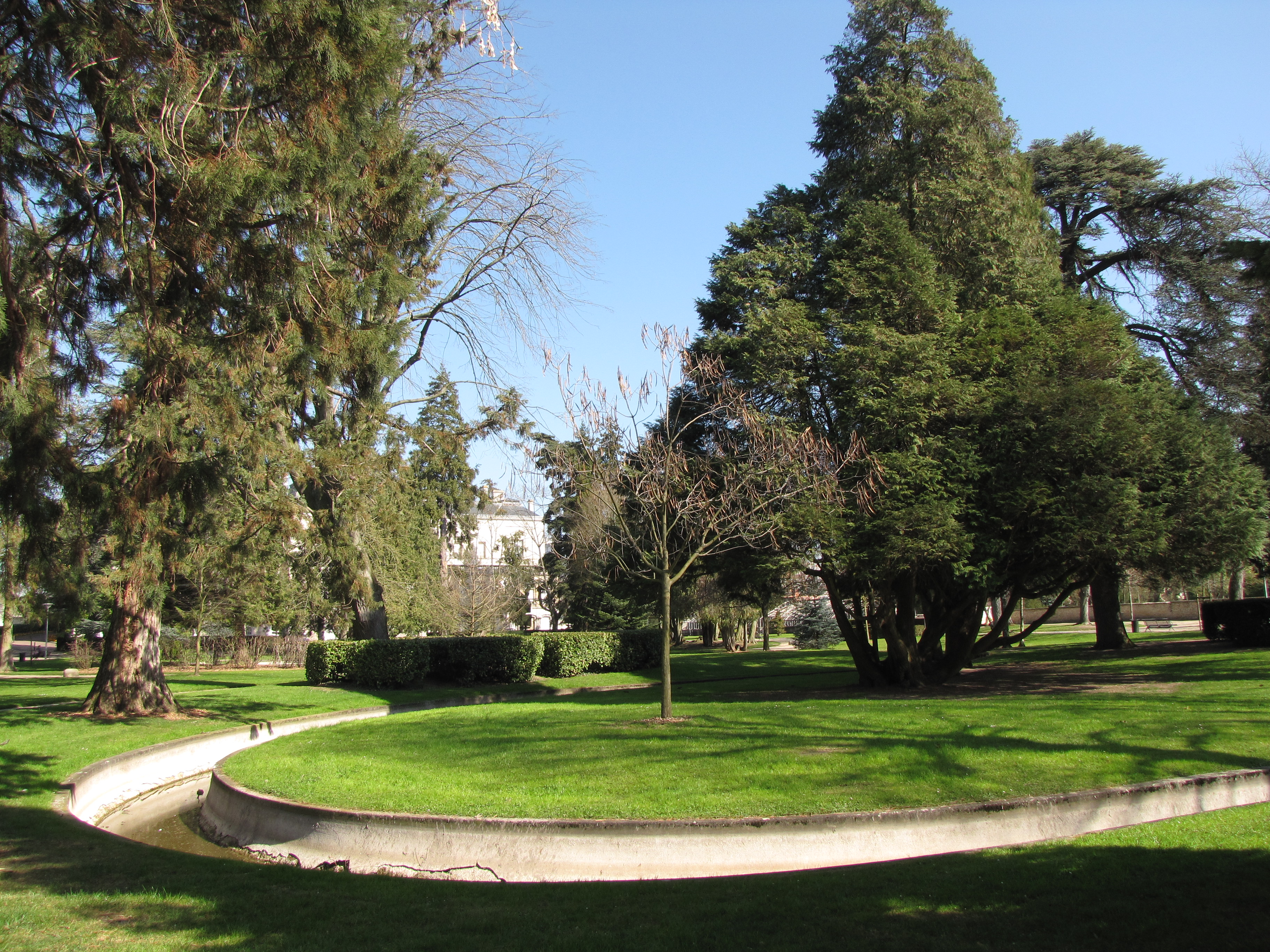
迪尔济花园

| 蒙塔日土地利用情况地图 |
|                        |

### 地形
蒙塔日位于巴黎盆地南部边缘地区，境内地势平坦，全境海拔在82到112米之间。

### 水文
卢万河自南向北流经境内，呈辫状水系，人工改造痕迹明显，沿岸有水闸及人工运河，皮索河和韦尔尼松河在此与其交汇；卢万河是塞纳河的左岸支流，后者为法国五大河流之一。

### 植被
蒙塔日属于温带落叶林区，其东北侧的大片森林以“蒙塔日”命名。蒙塔日市区内的主要绿地公园包括“迪尔济公园”（Parc Durzy）和“皮索河与韦尔尼松河草原公园”（Parc de la Prairie du Puiseaux et du Vernisson）等，均常年免费向公众开放。2016年，蒙塔日被评为“法国四星级绿化城市”。

### 气候
蒙塔日在柯本气候分类法中属于温带海洋性气候。
蒙塔日附近的阿米伊境内设有气象站，以下为该气象站的数据（其中日照数据取自奥尔良）：
| 阿米伊1981年－2019年 | 阿米伊1981年－2019年 | 阿米伊1981年－2019年 | 阿米伊1981年－2019年 | 阿米伊1981年－2019年 | 阿米伊1981年－2019年 | 阿米伊1981年－2019年 | 阿米伊1981年－2019年 | 阿米伊1981年－2019年 | 阿米伊1981年－2019年 | 阿米伊1981年－2019年 | 阿米伊1981年－2019年 | 阿米伊1981年－2019年 | 阿米伊1981年－2019年 |
| 月份                 | 1月                  | 2月                  | 3月                  | 4月                  | 5月                  | 6月                  | 7月                  | 8月                  | 9月                  | 10月                 | 11月                 | 12月                 | 全年                 |
| -------------------- | -------------------- | -------------------- | -------------------- | -------------------- | -------------------- | -------------------- | -------------------- | -------------------- | -------------------- | -------------------- | -------------------- | -------------------- | -------------------- |
| 历史最高温 °C（°F）  | 18 (64)              | 22 (72)              | 25.6 (78.1)          | 31 (88)              | 32.9 (91.2)          | 37.7 (99.9)          | 38.5 (101.3)         | 42.1 (107.8)         | 34 (93)              | 30.6 (87.1)          | 22.7 (72.9)          | 18 (64)              | 42.1 (107.8)         |
| 平均高温 °C（°F）    | 7 (45)               | 8.5 (47.3)           | 12.6 (54.7)          | 15.9 (60.6)          | 20.1 (68.2)          | 23.5 (74.3)          | 26.3 (79.3)          | 26 (79)              | 22 (72)              | 17 (63)              | 10.8 (51.4)          | 7.3 (45.1)           | 16.4 (61.5)          |
| 日均气温 °C（°F）    | 4 (39)               | 4.5 (40.1)           | 7.5 (45.5)           | 10.1 (50.2)          | 14.2 (57.6)          | 17.4 (63.3)          | 19.6 (67.3)          | 19.2 (66.6)          | 15.7 (60.3)          | 12.1 (53.8)          | 7.1 (44.8)           | 4.4 (39.9)           | 11.3 (52.3)          |
| 平均低温 °C（°F）    | 0.9 (33.6)           | 0.5 (32.9)           | 2.5 (36.5)           | 4.3 (39.7)           | 8.3 (46.9)           | 11.2 (52.2)          | 12.9 (55.2)          | 12.4 (54.3)          | 9.5 (49.1)           | 7.2 (45.0)           | 3.4 (38.1)           | 1.5 (34.7)           | 6.2 (43.2)           |
| 历史最低温 °C（°F）  | −21 (−6)             | −22 (−8)             | −13 (9)              | −7.2 (19.0)          | −1 (30)              | 0.1 (32.2)           | 3.9 (39.0)           | 2.4 (36.3)           | −1 (30)              | −7.8 (18.0)          | −11.2 (11.8)         | −17.2 (1.0)          | −22 (−8)             |
| 平均降水量 mm（）    | 51.7 (2.04)          | 42.9 (1.69)          | 46.3 (1.82)          | 48.7 (1.92)          | 68.4 (2.69)          | 51.1 (2.01)          | 59.2 (2.33)          | 50.1 (1.97)          | 54.3 (2.14)          | 61.3 (2.41)          | 59.1 (2.33)          | 62 (2.4)             | 655.1 (25.79)        |
| 月均日照時數         | 66.4                 | 87.3                 | 140.5                | 176.2                | 207                  | 216.6                | 221.3                | 224.6                | 179.2                | 121.1                | 70.6                 | 56.6                 | 1,767.4              |
| 来源：infoclimat.fr  |                      |                      |                      |                      |                      |                      |                      |                      |                      |                      |                      |                      |                      |

## 行政区划
蒙塔日是法国中央-卢瓦尔河谷大区卢瓦雷省的一个市镇，编号为45208，它也是卢瓦雷省的一个副省会。蒙塔日下辖蒙塔日区，管理蒙塔日县，同时也是蒙塔日和卢万河岸城市圈公共社区的办公驻地。
法国国家统计与经济研究所（简称）在进行数据统计时，将蒙塔日及相邻的另外7个市镇设为蒙塔日城市核心区，并将包括核心区在内的周边共35个市镇划为蒙塔日城市区。同时，还将蒙塔日市镇分为了7个“块区”（IRIS），以便于统计人口分布情况。

## 交通

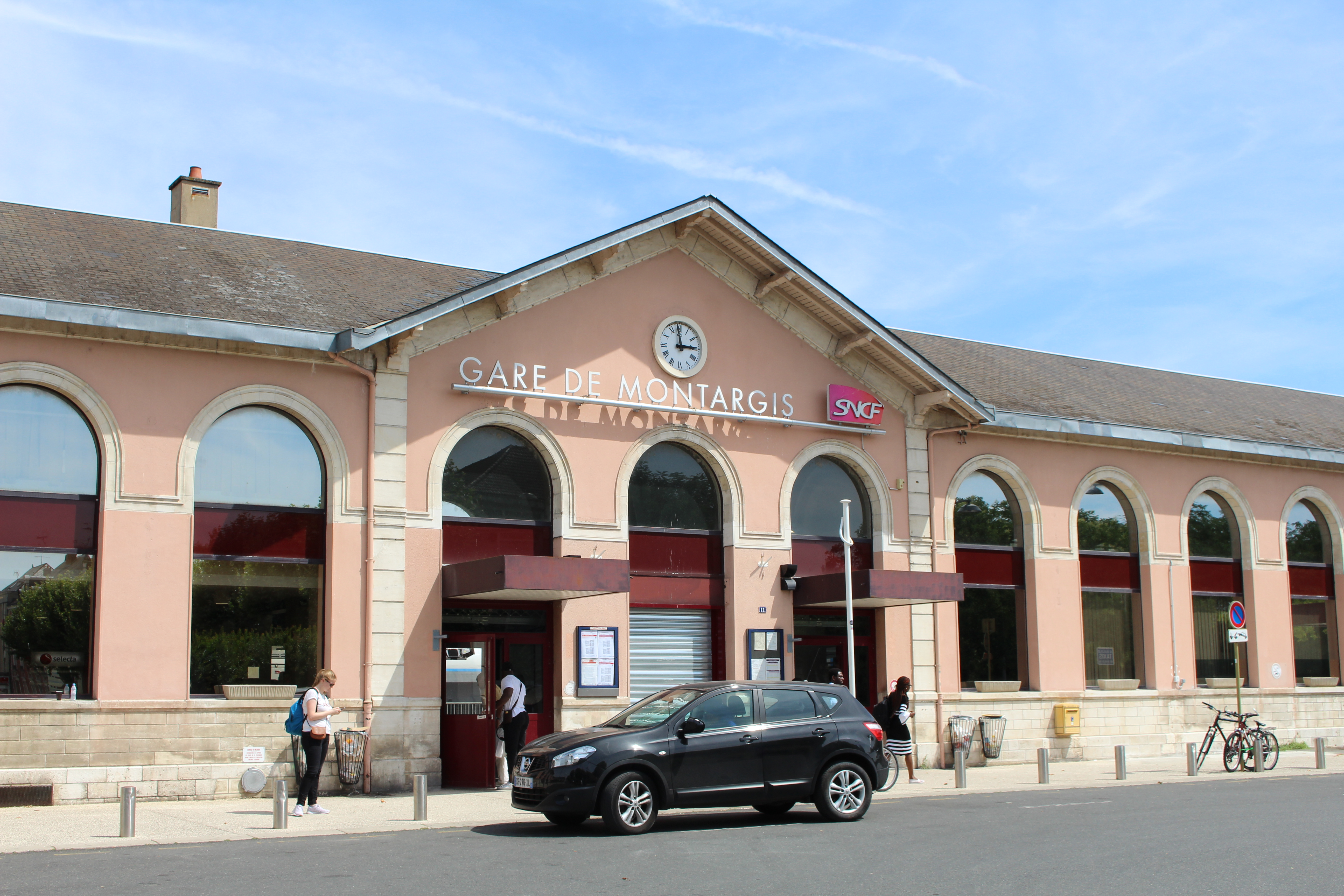
蒙塔日火车站

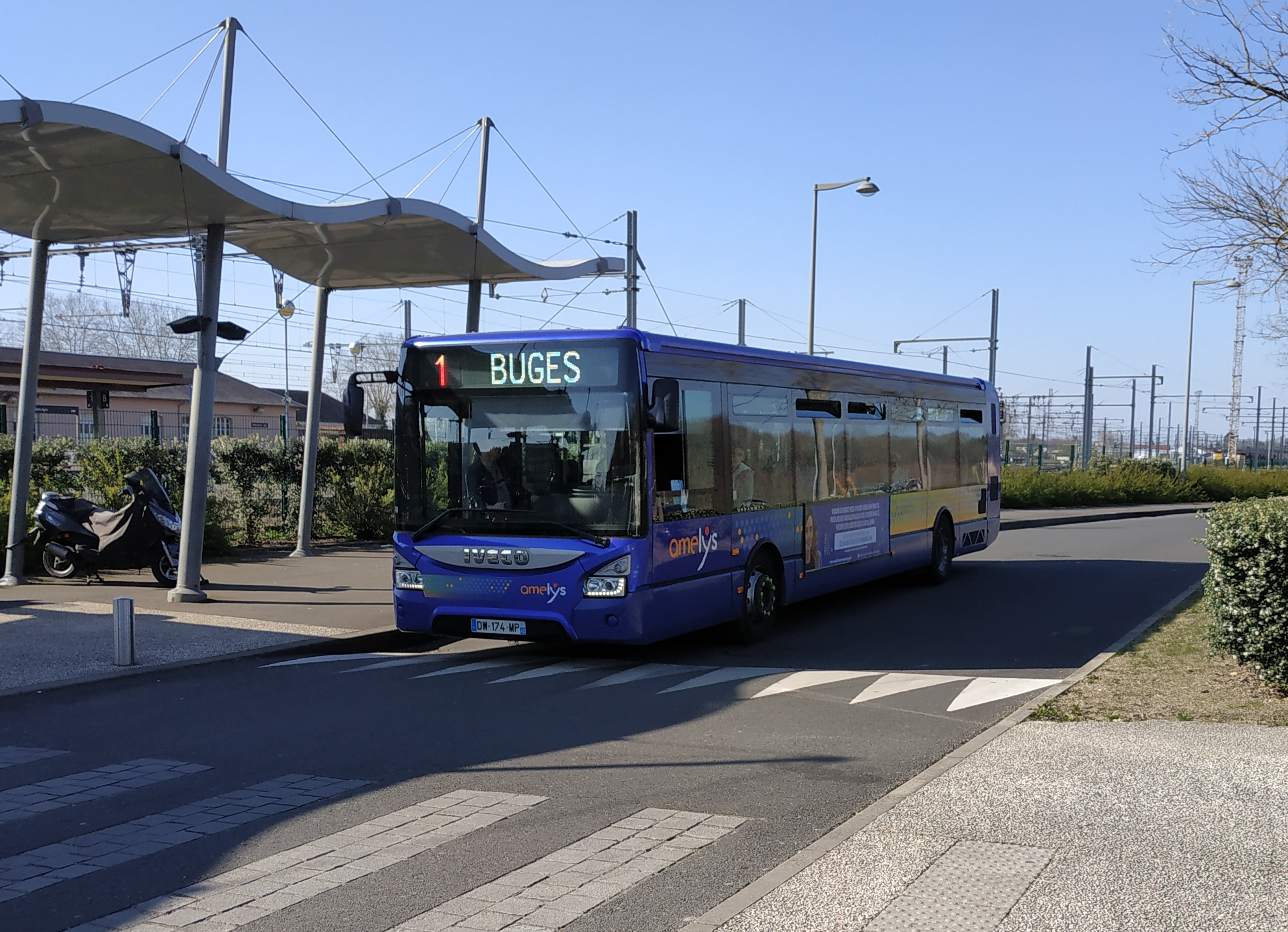
一辆蒙塔日街头的公共汽车

### 公路
法国国道N7线从蒙塔日市中心穿过，法国A19高速公路和A77高速公路在蒙塔日西北部交汇，另有多条卢瓦雷省省道在蒙塔日境内交汇；中央-卢瓦尔河谷大区城际客运提供巴士线路，可前往奥尔良和皮蒂维耶，另有多条校车线路可前往周边部分市镇。
2016年，53.6%的蒙塔日家庭拥有至少一辆的私人汽车。2016年，蒙塔日境内共发生各类交通事故33起，造成1人遇难，43人受伤。

### 铁路
蒙塔日位于莫雷－里昂铁路上，蒙塔日站位于市区东部，该站是法兰西岛大区列车R线南侧的一个终点，同时该站也停靠往返于巴黎和讷韦尔一线的区域列车。

### 航空
距离蒙塔日最近的民用航空站为巴黎-奥利机场，距离蒙塔日市中心的公路里程约106公里。

### 城市公共交通
蒙塔日城市公共交通（商业名称为）是当地的城市公交系统，截至2020年7月，该系统共包括5条市区公交线路和20余条补充线路，路网覆盖了整个城市公共社区。

## 政治

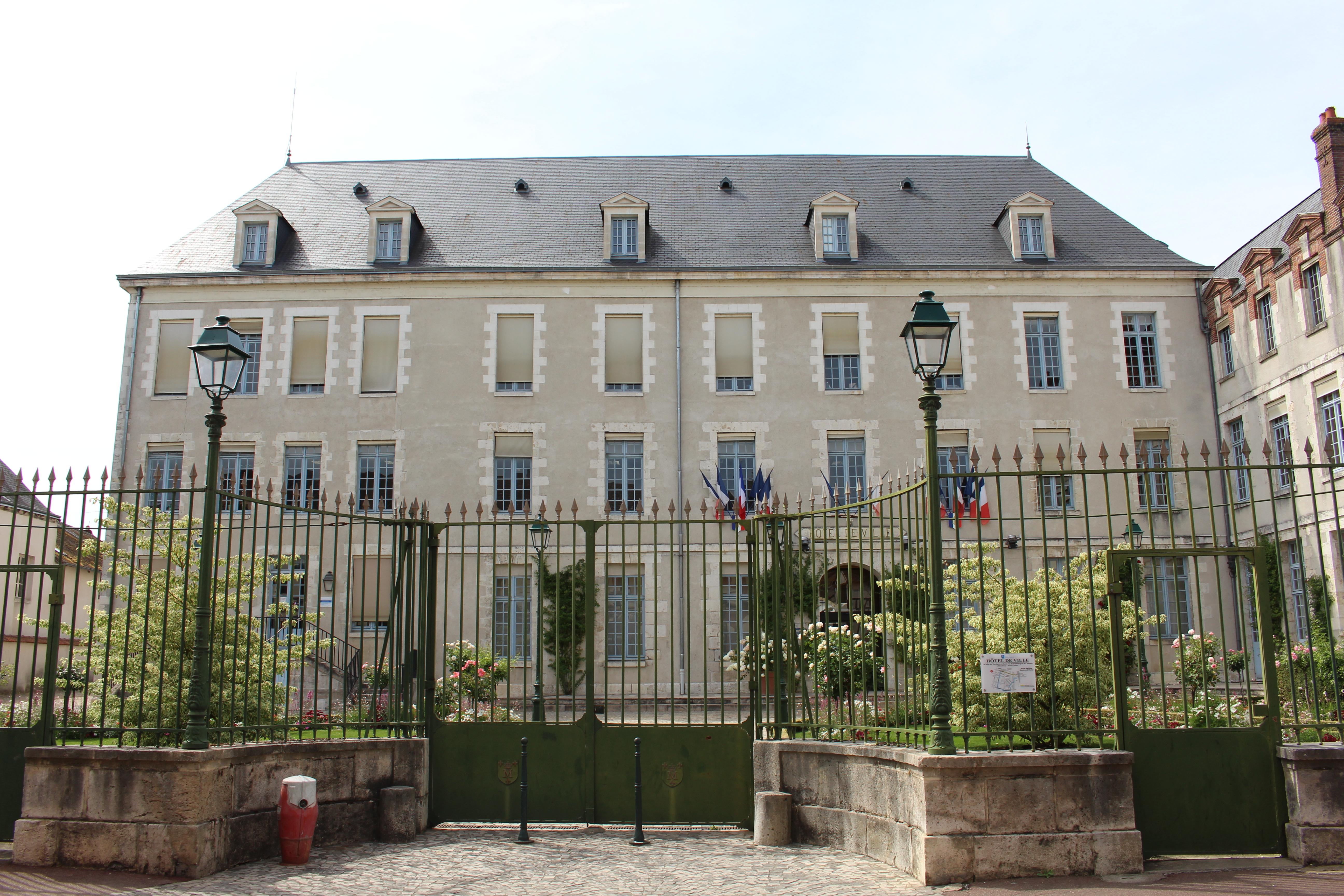
蒙塔日市政厅

蒙塔日的现任市长为伯努瓦·迪容（Benoît Digeon），他是共和党的一名成员，于2018年上任，在2020年的市政选举中获得了43.87%的支持率。
在2017年的法国总统大选中，法国第25任总统埃马纽埃尔·马克龙在蒙塔日获得了66.39%的支持率。
| 蒙塔日历届市长 |                |                                            |
| 任期           | 市长           | 党派                                       |
| 1944年－1947年 | 莫里斯·默尼耶  | 不详                                       |
| 1947年－1954年 | 让·维斯卡尔迪  | 不详                                       |
| 1954年－1971年 | 罗贝尔·西盖蒂  | DVG左翼无党派人士                          |
| 1971年－1977年 | 热拉尔德·布什  | DVD右翼无党派人士                          |
| 1977年－1983年 | 马克斯·尼布拉  | PCF法国共产党                              |
| 1983年－1989年 | 米歇尔·布里松  | RPR保衛共和聯盟                            |
| 1989年－1997年 | 马克斯·尼布拉  | PCF法国共产党                              |
| 1997年－2001年 | 雅克·勒布尔    | PCF法国共产党                              |
| 2001年－2018年 | 让-皮埃尔·多尔 | RPR保衛共和聯盟 →UMP人民运动联盟 →LR共和黨 |
| 2018年－       | 伯努瓦·迪容    | LR共和黨                                   |

## 人口
2017年，蒙塔日市镇人口数量为14,643，在法国排名第657位。其中男性6,419人，女性7,803人，75岁及以上人口占11.4%，外籍人口数量为1,918人，人口密度为3,283人/平方公里，当地居民被称为（男性）或（女性）。2018年，蒙塔日境内出生253人，死亡人口203人。
| 年份   | 1936   | 1946   | 1954   | 1962   | 1968   | 1975   | 1982   | 1990   | 1999   | 2006   | 2011   | 2016   | 2017   |
| ------ | ------ | ------ | ------ | ------ | ------ | ------ | ------ | ------ | ------ | ------ | ------ | ------ | ------ |
| 人口數 | 13,885 | 14,615 | 15,117 | 15,996 | 18,225 | 18,380 | 16,110 | 15,020 | 15,030 | 15,794 | 14,616 | 14,222 | 14,643 |

## 经济
蒙塔日是一个区域性的中心城市，卢瓦雷省工商会在此设有一个分支，当地共有各类用人单位2,265家，平均历史为17年，行政、医疗及社会服务是当地的主要就业岗位类型。

## 财政收入
2018年，蒙塔日的财政收入总额为23,647,700欧元，财政支出总额为21,896,100欧元，当年的债务总额为22,808,900欧元。
2014年，蒙塔日的人均收入总额为2,438欧元，其中高职人员为4,386欧元，普通职员为1,727欧元。
2016年，蒙塔日境内的青壮年（15至64岁）失业率为27.8%，当地32%的家庭拥有纳税资格。

## 社会事务

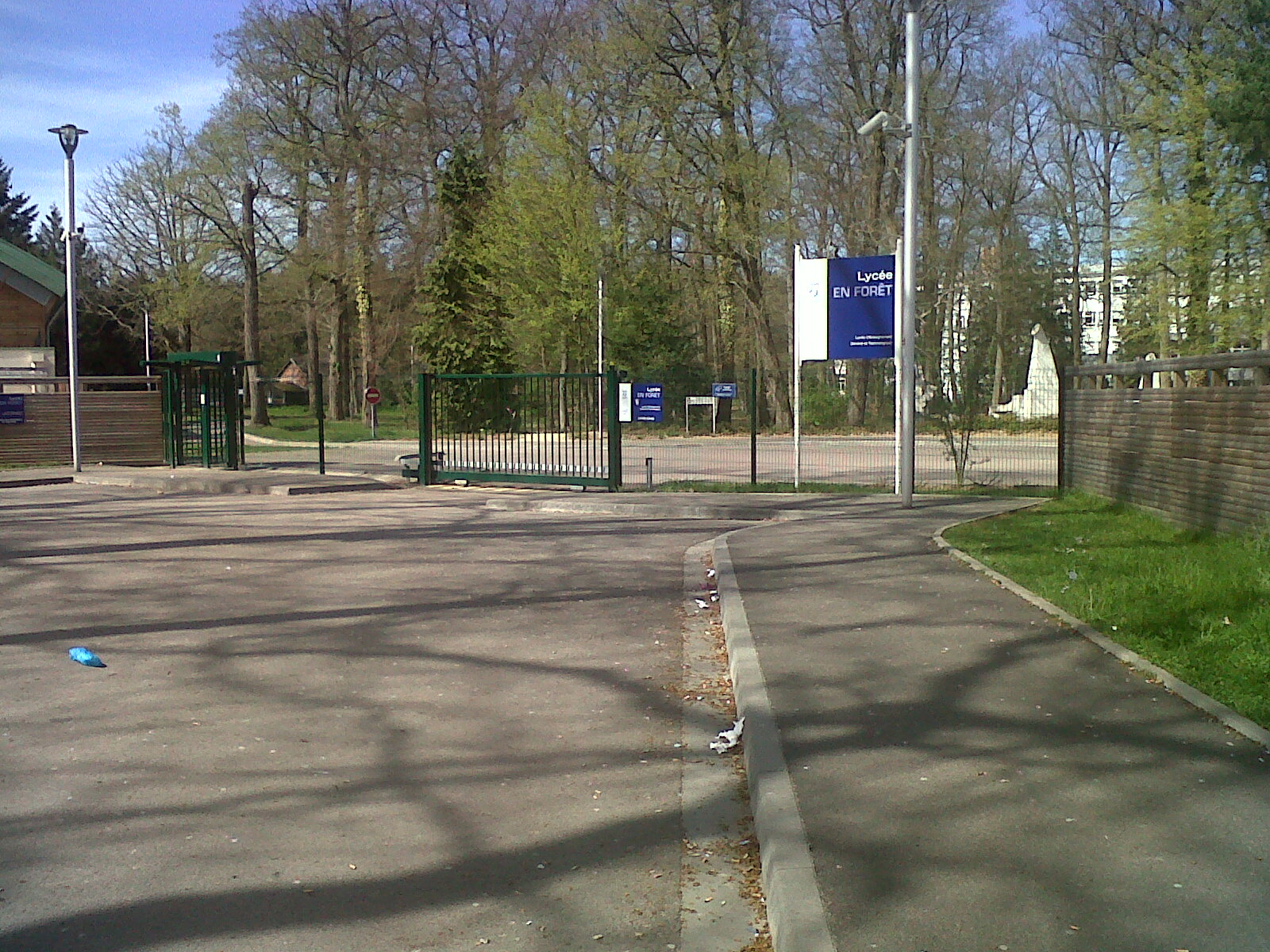
森林高级中学

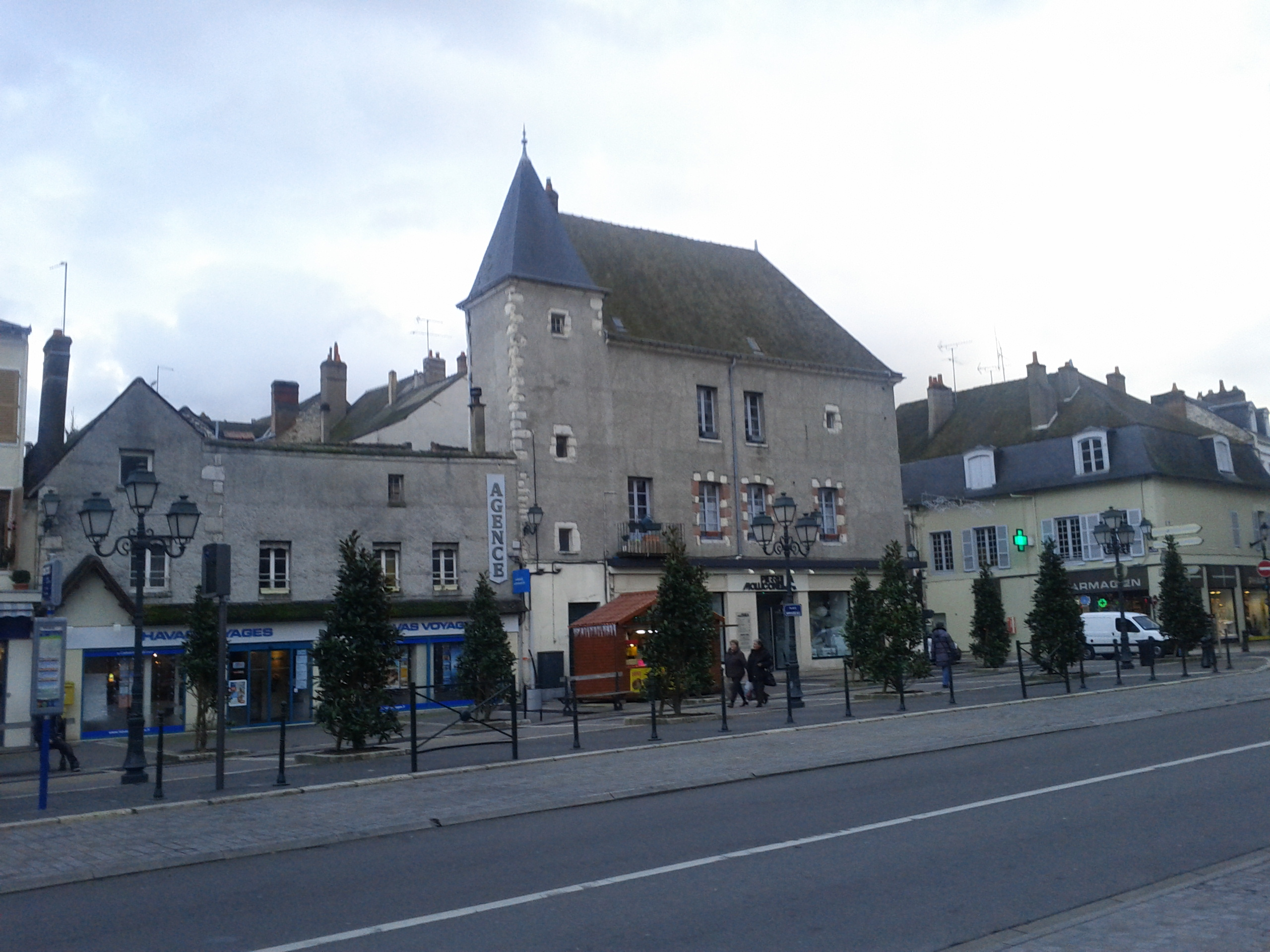
蒙塔日市中心的民居

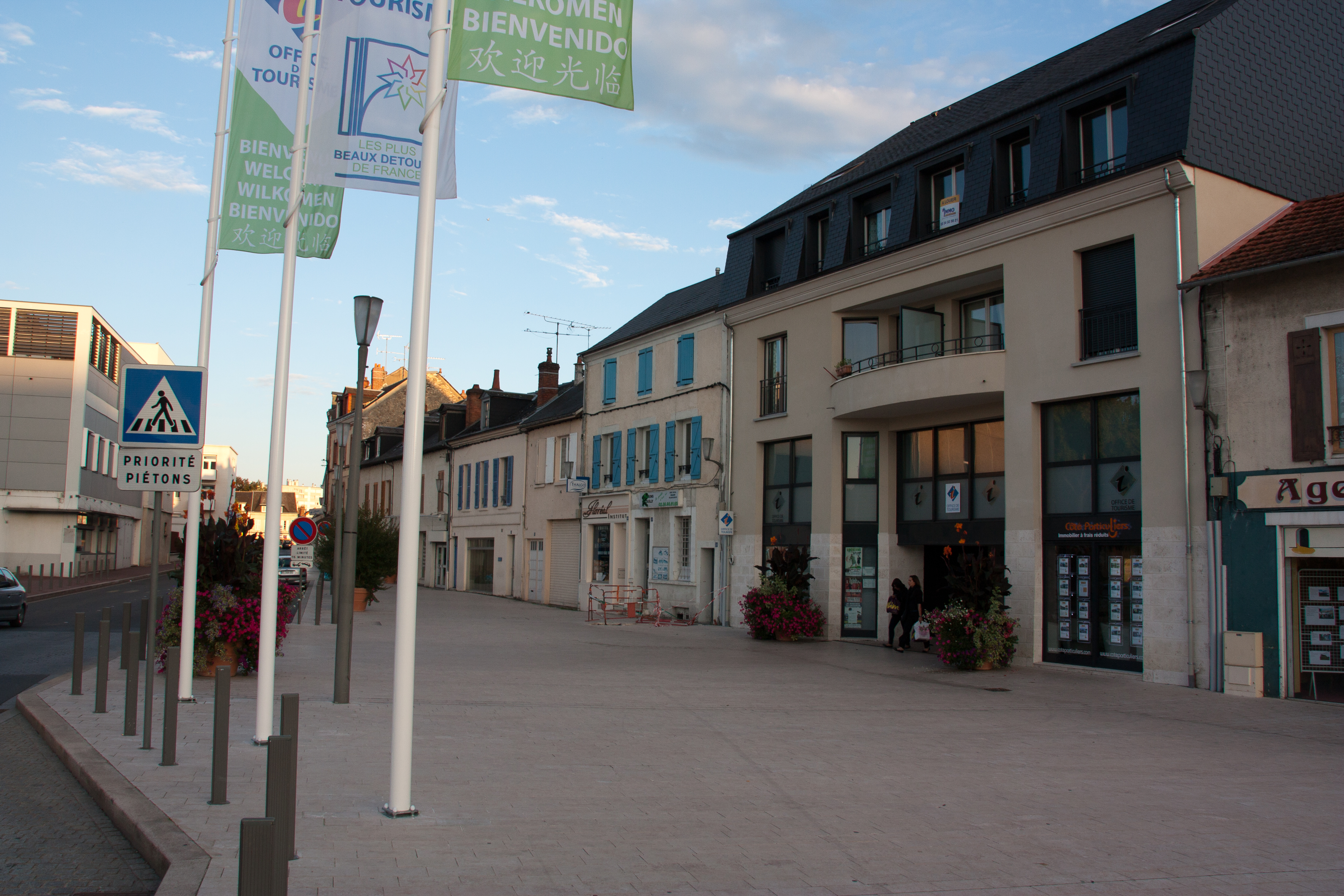
蒙塔日旅游局

### 教育
蒙塔日属于奥尔良-图尔学区。截止2018年1月1日，蒙塔日境内共有2所幼儿园、10所小学、4所初级中学、2所普通高中、1所农业高中和1所职业高中，其中森林高级中学是当地规模最大的教育机构，开始高级技术班（BTS）。2018至2019学年度，蒙塔日境内共有在校中小学生2,677名。

### 医疗
截止2018年1月1日，蒙塔日境内共有全科医生22名、保健师15名、牙医21名、护士19名、耳科医生1名、眼科医生5名、皮肤科医生2名、助产士2名和妇科医生5名。境内共有药房8家，养老院4家，残疾人帮扶中心1家。
蒙塔日中心医院，全名为“蒙塔日城市圈中心医院”（Centre Hospitalier de l'Agglomération Montargoise），位于蒙塔日市区东南的阿米伊境内，主病区设有床位486个，下设多个康复中心，是当地规模最大的公立综合性医院。

### 住房
2016年，蒙塔日境内共有各类住房9,269套，其中82.3%为常住房屋。集中式居民区主要分布在市区东部。

### 商业
2017年，蒙塔日境内共有各类商铺1,190家，其中餐饮服务类562家。市区南部的阿米伊境内建有大型开放式商业街区。

### 体育
2018年，蒙塔日境内共有2家游泳池、3间健身房、2座综合体育场、9处网球场、4处足球或橄榄球场以及3处篮球或排球场。
蒙塔日体育俱乐部是当地的一支足球队，成立于1919年，2020至2021赛季参加法国全国丙级联赛（法戊）。

### 环境
蒙塔日的环境事务由其所属的公共社区负责。2017年，蒙塔日境内共有4家污染企业。

### 治安
2014年，蒙塔日及附近地区共发生各类案件3,125起，其中盗窃类案件1,768起，经济类案件317起，毒品交易类案件145起。

## 文化
2018年，蒙塔日境内共有1家剧场、1家电影院、2家博物馆和1家音乐厅。蒙塔日市政府提供多媒体中心，向公众全年开放。

### 建筑
蒙塔日境内有多处法国国家文物保护单位，其中蒙塔日玛德莲教堂、蒙塔日城堡等为当地的代表性建筑物。

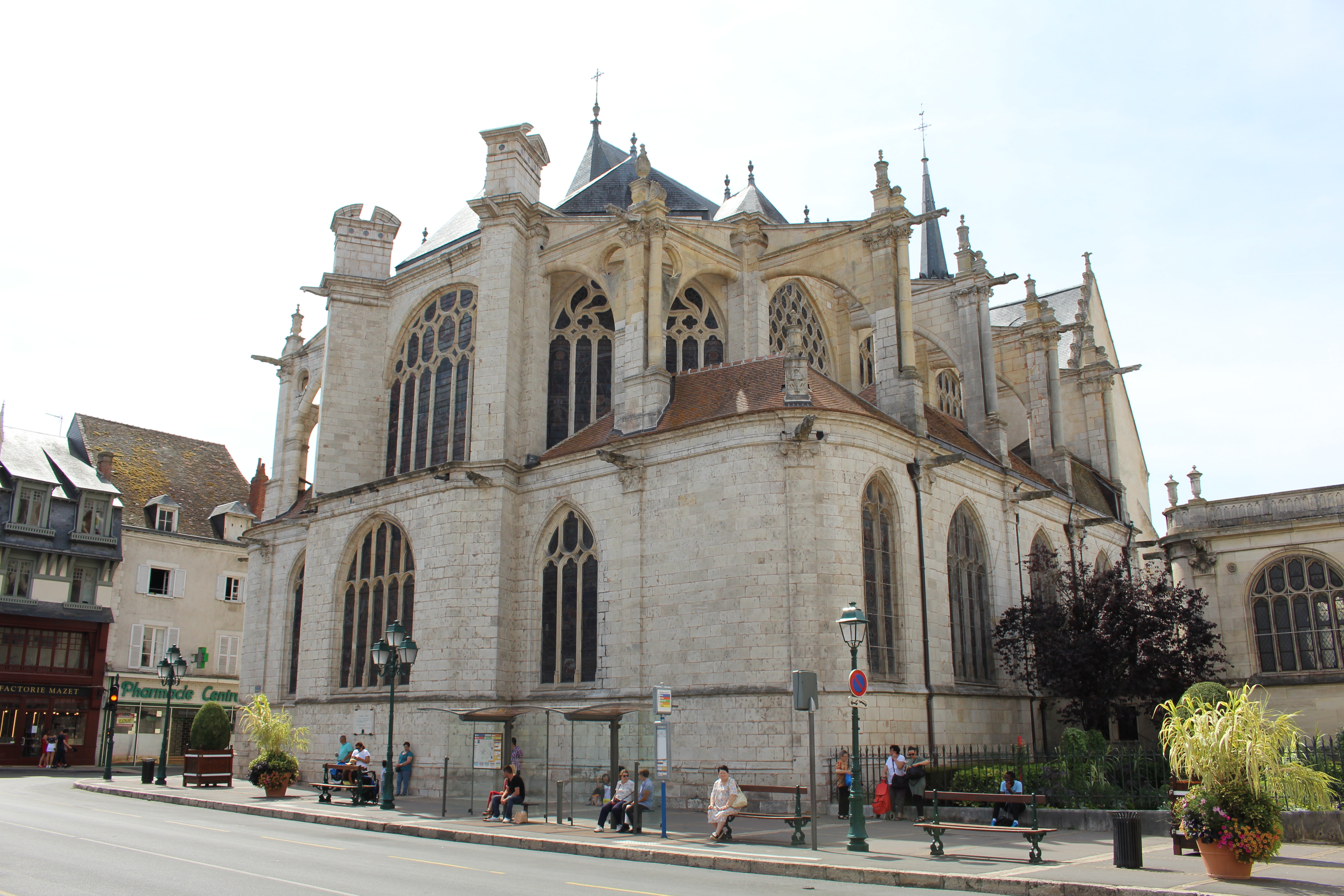
玛德莲教堂（法语：Église de la Madeleine de Montargis）
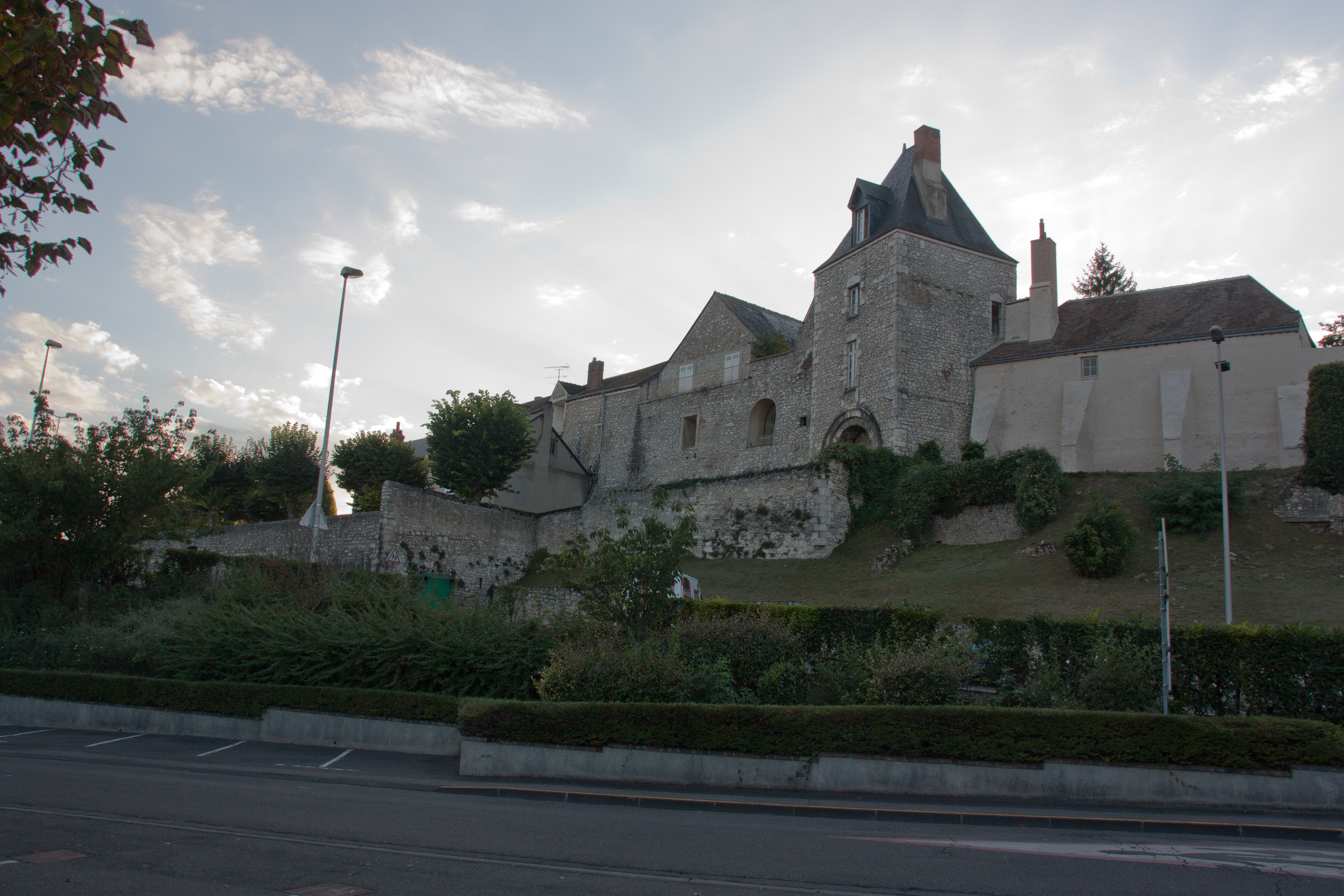
蒙塔日城堡（法语：Château de Montargis）
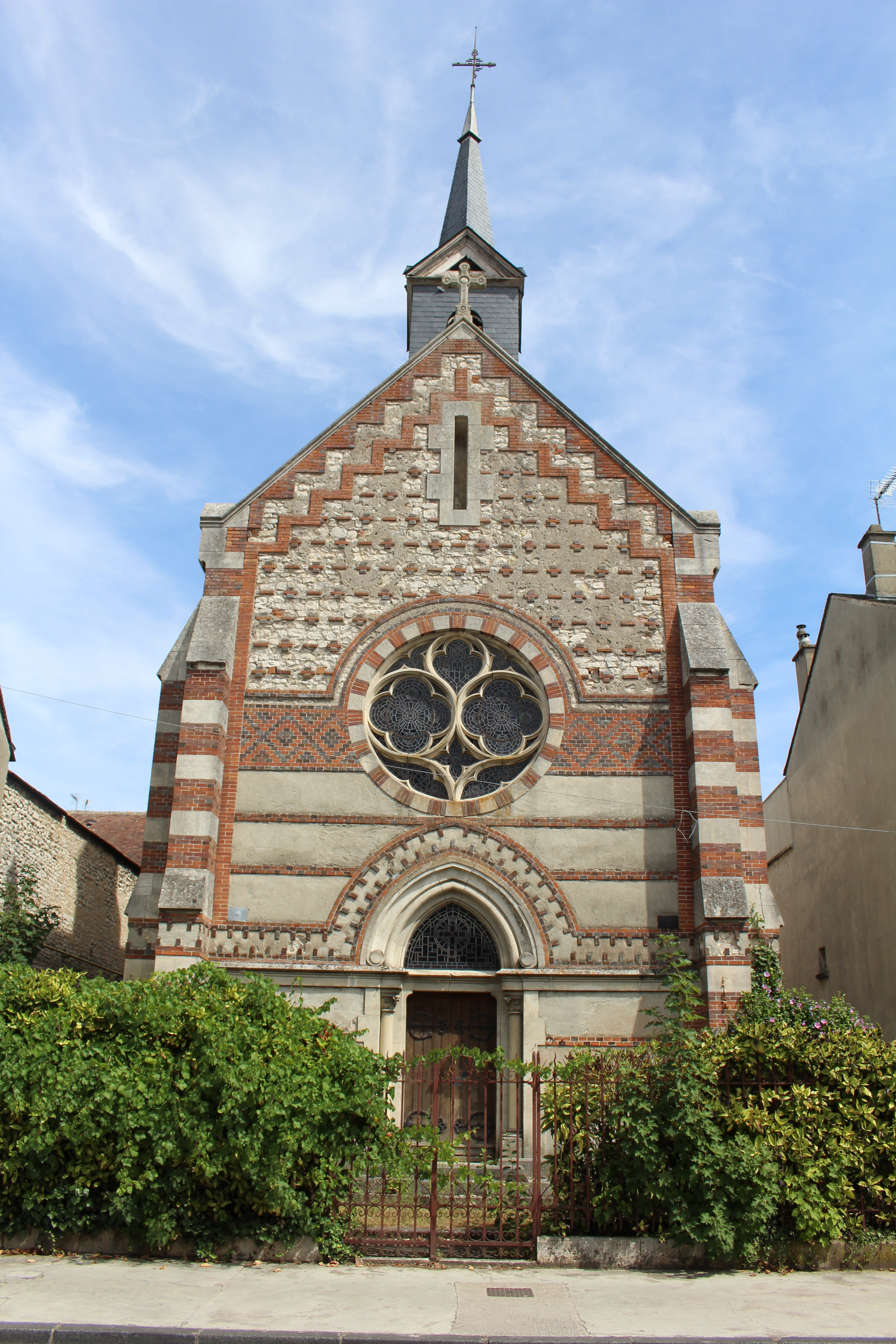
圣路易小教堂
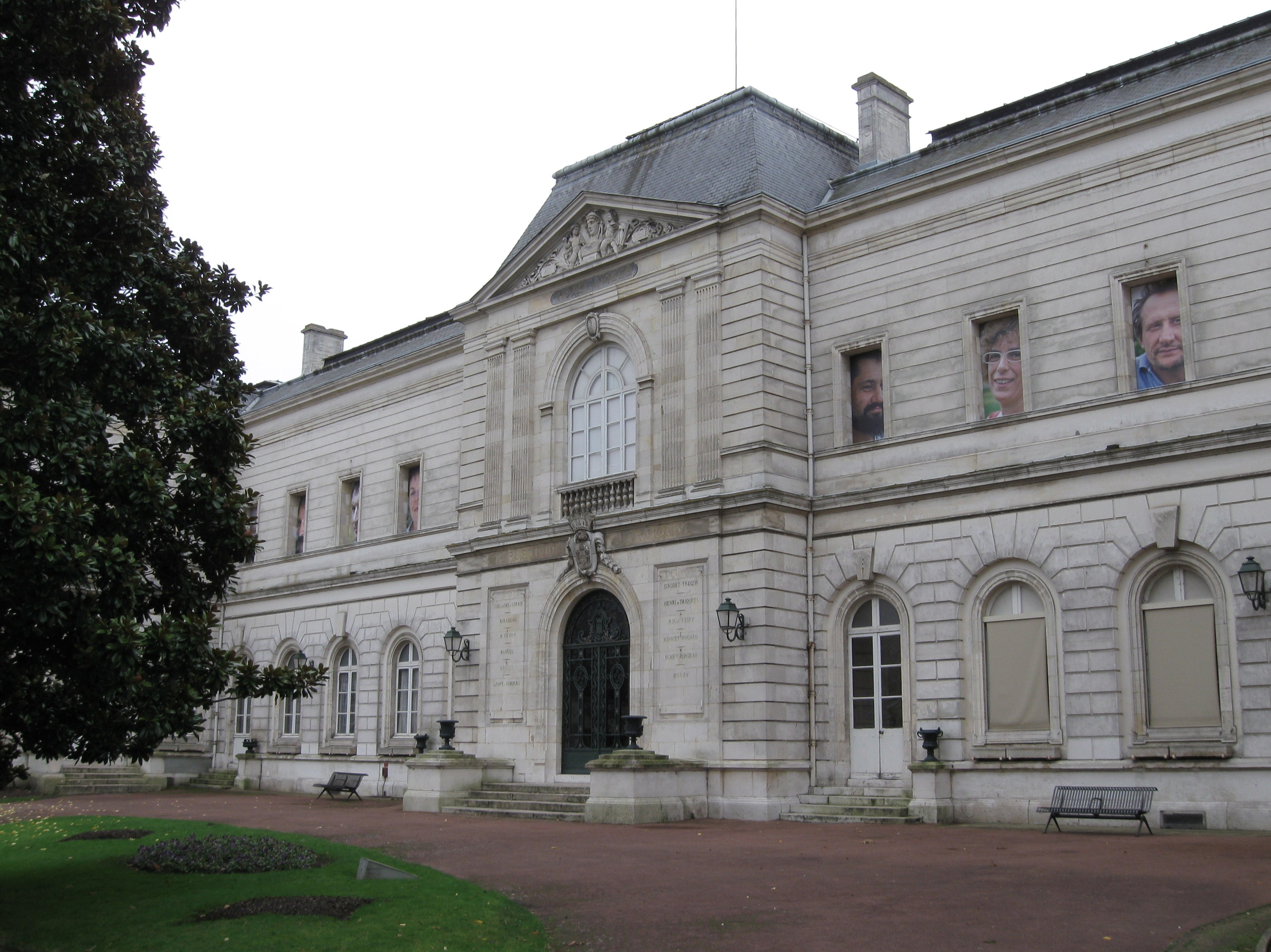
日龙代博物馆
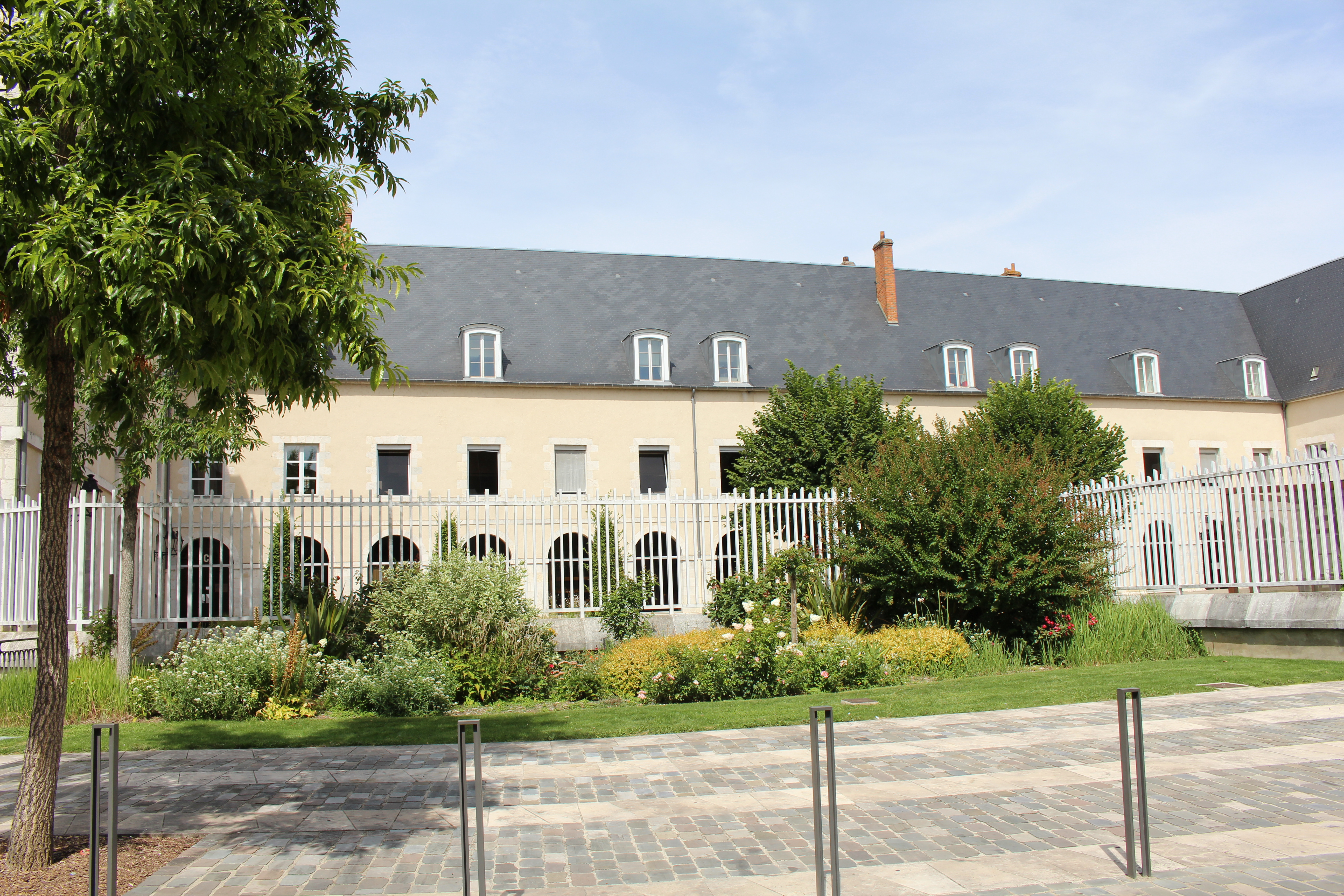
审判法院

### 旅游
2020年，蒙塔日境内共有5个宾馆共计150间房间，另有1个露营地，可容纳共90辆露营车。

### 媒体
法国主要的媒体均可在蒙塔日接收，法国电视三台下属的中央-卢瓦尔河谷大区频道在部分时段播出蒙塔日所属区域的地方新闻。《加蒂奈曙光》是当地的一家地方性报社，覆盖周边主要地区。蒙塔日-卢万河谷广播是当地主要的广播，成立于1985年。

## 友好城市
截至2020年7月，蒙塔日共与两座城市互为友好城市关系：
- 英格兰 克羅伯勒
- 德国 格雷文